# جورج يوناشيرو
جورج يوناشيرو (باليابانية: 与那城 ジョージ) (28 نوفمبر 1950 في ساو باولو في البرازيل – )؛ هو لاعب كرة قدم ياباني سابق كان يلعب كلاعب وسط. سبق له أن لعب مع منتخب اليابان.

## مسيرته الكروية
لعب جورج يوناشيرو خلال مسيرته الاحترافية مع نادِ واحدٍ في أربعة عشر موسمًا وسجل خلالها 92 هدفًا ضمن 239 مباراة. حيث فاز في موسم واحد بالكأس وفي موسمين بالدوري.
خاض جورج يوناشيرو مسيرته مع نادي طوكيو فيردي في موسم 1972 ليلعب معه أربعة عشر موسمًا، مشاركًا في 239 مباراة سجل خلالها 92 هدفًا.

## وصلات خارجية
- جورج يوناشيرو على موقع ناشيونال فوتبول تيمز (الإنجليزية)
- جورج يوناشيرو على موقع عالم كرة القدم.نت (الإنجليزية)

- National Football Teams
- Japan National Football Team Database